# Single numer jeden w roku 1974 (USA)
Notowanie Billboard Hot 100 przedstawia najlepiej sprzedające się single w Stanach Zjednoczonych. Publikowane jest ono przez magazyn Billboard, a dane kompletowane są przez Nielsen SoundScan w oparciu o cotygodniowe wyniki sprzedaży cyfrowej oraz fizycznej singli, a także częstotliwość emitowania piosenek na antenach stacji radiowych.
| Data publikacji | Piosenka                              | Artysta                         |
| --------------- | ------------------------------------- | ------------------------------- |
| 5 stycznia      | "Time in a Bottle"                    | Jim Croce                       |
| 12 stycznia     | "The Joker"                           | Steve Miller                    |
| 19 stycznia     | "Show and Tell"                       | Al Wilson                       |
| 26 stycznia     | "You're Sixteen"                      | Ringo Starr                     |
| 2 lutego        | "The Way We Were"                     | Barbra Streisand                |
| 9 lutego        | "Love’s Theme"                        | Barry White                     |
| 16 lutego       | "The Way We Were"                     | Barbra Streisand                |
| 23 lutego       | "The Way We Were"                     | Barbra Streisand                |
| 2 marca         | "Seasons in the Sun"                  | Terry Jacks                     |
| 9 marca         | "Seasons in the Sun"                  | Terry Jacks                     |
| 16 marca        | "Seasons in the Sun"                  | Terry Jacks                     |
| 23 marca        | "Dark Lady"                           | Cher                            |
| 30 marca        | "Sunshine on My Shoulders"            | John Denver                     |
| 6 kwietnia      | "Hooked on a Feeling"                 | Blue Swede                      |
| 13 kwietnia     | "Bennie and the Jets"                 | Elton John                      |
| 20 kwietnia     | "TSOP (The Sound of Philadelphia)"    | MFSB ft. The Three Degrees      |
| 27 kwietnia     | "TSOP (The Sound of Philadelphia)"    | MFSB ft. The Three Degrees      |
| 4 maja          | "The Loco-Motion"                     | Grand Funk Railroad             |
| 11 maja         | "The Loco-Motion"                     | Grand Funk Railroad             |
| 18 maja         | "The Streak"                          | Ray Stevens                     |
| 25 maja         | "The Streak"                          | Ray Stevens                     |
| 1 czerwca       | "The Streak"                          | Ray Stevens                     |
| 8 czerwca       | "Band on the Run"                     | Wings                           |
| 15 czerwca      | "Billy Don't Be a Hero"               | Bo Donaldson and The Heywoods   |
| 22 czerwca      | "Billy Don't Be a Hero"               | Bo Donaldson and The Heywoods   |
| 29 czerwca      | "Sundown"                             | Gordon Lightfoot                |
| 6 lipca         | "Rock the Boat"                       | Hues Corporation                |
| 13 lipca        | "Rock Your Baby"                      | George McCrae                   |
| 20 lipca        | "Rock Your Baby"                      | George McCrae                   |
| 27 lipca        | "Annie's Song"                        | John Denver                     |
| 3 sierpnia      | "Annie's Song"                        | John Denver                     |
| 10 sierpnia     | "Feel Like Makin' Love"               | Roberta Flack                   |
| 17 sierpnia     | "The Night Chicago Died"              | Paper Lace                      |
| 24 sierpnia     | "(You're) Having My Baby"             | Paul Anka ft. Odia Coates       |
| 31 sierpnia     | "(You're) Having My Baby"             | Paul Anka ft. Odia Coates       |
| 7 września      | "(You're) Having My Baby"             | Paul Anka ft. Odia Coates       |
| 14 września     | "I Shot the Sheriff"                  | Eric Clapton                    |
| 21 września     | "Can't Get Enough of Your Love, Babe" | Barry White                     |
| 28 września     | "Rock Me Gently"                      | Andy Kim                        |
| 5 października  | "I Honestly Love You"                 | Olivia Newton-John              |
| 12 października | "I Honestly Love You"                 | Olivia Newton-John              |
| 19 października | "Nothing from Nothing"                | Billy Preston                   |
| 26 października | "Then Came You"                       | Dionne Warwick ft. The Spinners |
| 2 listopada     | "You Haven't Done Nothin'"            | Stevie Wonder                   |
| 9 listopada     | "You Ain’t Seen Nothing Yet"          | Bachman-Turner Overdrive        |
| 16 listopada    | "Whatever Gets You thru the Night"    | John Lennon                     |
| 23 listopada    | "I Can Help"                          | Billy Swan                      |
| 30 listopada    | "I Can Help"                          | Billy Swan                      |
| 7 grudnia       | "Kung Fu Fighting"                    | Carl Douglas                    |
| 14 grudnia      | "Kung Fu Fighting"                    | Carl Douglas                    |
| 21 grudnia      | "Cat's in the Cradle"                 | Harry Chapin                    |
| 28 grudnia      | "Angie Baby"                          | Helen Reddy                     |